# Marta Colomina Reyero
Marta Colomina Reyero   (Barcelona, 12 de juliol de 1938) és una periodista catalano-veneçolana i professora universitària jubilada. Durant dues dècades va dictar classes en la seva ànima mater, la Universitat del Zulia (LUZ), a l'escola de comunicació social. Va ser presidenta del canal de l'estat veneçolà, Venezolana de Televisión i va mantenir una columna d'opinió al diari El Universal per gairebé vint anys. Des de l'any 2014 escriu per al diari El Nacional.
Colomina és reconeguda per la seva opinió crítica al procés polític que va fundar Hugo Chávez, a qui va entrevistar i amb qui va protagonitzar diverses polèmiques. En diverses oportunitats ha estat víctima d'atemptats contra la seva integritat física pel seu treball periodístic i les seves crítiques en contra de govern.
Després de la seva gestió com a presidenta de Venezolana de Televisión, va ser acusada públicament de maneig incorrecte dels recursos de canal, afirmacions que no han estat provades davant la justícia.

## Biografia
El seu pare, Francisco Colomina, va ser un ebenista que va emigrar a Veneçuela per a treballar a la Caribbean Petroleum Company, posteriorment va tornar a Espanya per militar en el bàndol republicà durant la Guerra Civil Espanyola. En aquest temps va conèixer a Aurora Reyero, amb qui va contreure matrimoni i va ser la mare de la periodista. Després d'un temps es van establir a Maracaibo, estat de Zulia (Veneçuela)). Allí va néixer el germà menor de Marta, Francisco.
Marta Colomina es va casar amb el poeta Hesnor Rivera, de qui després es va divorciar. Junts van tenir dues filles, Celalba i Marta Celina. La primera també és periodista, la segona és internacionalista.

### Educació
Marta Colomina va estudiar primària a Maracaibo, i després batxillerat a l'Escola Normal, a Espanya. També allà va cursar estudis en un col·legi de monges teresianes a Lleó. El 1959 retorna a Veneçuela. S'inscriu a l'Escola de Periodisme de la Universitat del Zulia (LUZ), d'on es va graduar en 1964 amb la menció summa cum laude. Durant aquests anys va ser mestra a les escoles Natzaret i Siervas del Santísimo. Després, Colomina es va especialitzar en Investigació de la Comunicació a la Universitat Stanford a Califòrnia, i va estudiar altres postgraus a la Universitat de Barcelona i la Universitat de la Sorbona.

### Carrera
Va dictar classes per més de dues dècades a la Universidad del Zulia (LUZ). Va ser cap de Departament d'Investigació i Opinió Pública, i posteriorment va ser directora de l'Escola de Comunicació Social. En paral·lel, va presidir l'Associació Veneçolana d'Investigadors de la Comunicació.
El 1986, per recomanació de Simón Alberto Consalvi, el president Jaime Lusinchi la nomena al front del canal de l'Estat, Venezolana de Televisión, Canal 8. Exerceix aquest càrrec fins el1989. Després es va exercir com a directora del diari El Nuevo País.
Des de 1995 fins 2014 va publicar una columna d'opinió al diari El Universal. Un any després, va iniciar un programa matutí denominat «L'entrevista» a la cadena televisiva Televen i que va mantenir fins a l'any 2005. També va dur un magazín de notícies de dues hores al «Circuit Actualitat» d'Unión Radio, des de 1994 fins a l'any 2011. Segons organitzacions de drets Humans, col·legues i la pròpia Colomina, el cessament de la seva columna i dels seus programes de ràdio i televisió, es va deure a pressions exercides pel govern d'Hugo Chávez als executius d'aquests mitjans de comunicació.
Des 2014 publica la seva columna setmanal al diari El Nacional.

### Atemptats contra la seva integritat i agressions verbals
El 31 de gener de 2002, la seu del diari Así es la notícia va ser atacada amb un explosiu llançat per dues persones en moto. Això va ocórrer un dia després que Ibéyise Pacheco (directora del diari), Patricia Poleo, Marianella Salazar i Marta Colomina van divulgar un vídeo de converses entre l'Exèrcit veneçolà i la guerrilla colombiana de les FARC. Dos mesos després, la Cort Interamericana de Drets Humans (CIDH) va dictar una mesura de protecció en favor de Colomina i les altres tres periodistes del diari.
El 21 d'octubre de 2002, un artefacte explosiu va ser llançat cap a la seu de l'emissora Unión Ràdio a Chacao, danyant un habitatge contigu. El 21 de juny de 2003 va explotar un artefacte sonor amb pamflets que contenien missatges en contra de Colomina, a cent metres de l'emissora i just a l'hora en què es transmetia el programa de la periodista. Sis dies després, durant el Dia del periodista, Colomina va ser víctima d'un atemptat amb còctel molotov contra el seu automòbil. L'esdeveniment va ser perpetrat per vuit homes amb armes llargues. La periodista va sortir il·lesa gràcies al material antibales de parabrisa del seu vehicle. Temps després la CIDH va reiterar les mesures de protecció.
Arran que l'Executiu Nacional veneçolà no va prendre les mesures per preservar la vida ordenades per la CIDH, l'opositor alcalde de Chacao, Leopoldo López li va assignar dos escortes de la policia municipal per la seva protecció. El 14 de febrer de 2008 els escortes assignats van ser atacats amb trets de bala, un d'ells va morir.
El primer de desembre de 2008, va ser llançada una bomba lacrimògena a l'edifici on residia Colomina.
Colomina també ha estat atacada i amenaçada verbalment per dirigents de l'oficialisme, els seus seguidors i el mateix president Chávez. El ministre de la Defensa, el general José Luis García Carneiro va demanar que la periodista fos deportada de país, en raó de la doble nacionalitat de la periodista.
El 2003, diversos diputats a l'Assemblea Nacional van demanar al Ministeri Públic obrir una investigació en contra seva per la divulgació d'informacions sobre els saquejos a la ciutat de València. La diputada Iris Varela va sol·licitar que li fos revocada la nacionalitat veneçolana. El ministre de Comunicació William Izarra també va respondre de forma altiva davant la cobertura que Colomina va donar d'aquests fets.
A més de la CIDH, diverses organitzacions com Reporters Sense Fronteres, Human Rights Foundation i l'Institut de Premsa i Societat s'han pronunciat en rebuig als atacs verbals i atemptats contra la periodista.

## Obres
- Colomina, Marta. El huésped alienante: un estudio sobre audiencia y efectos de las radio-telenovelas en Venezuela (en castellà).  Maracaibo: Universitat del Zulia (LUZ), 1968.
- Colomina, Marta. La Celestina Mecánica: estudio sobre la mitología de lo femenino, la mujer y su manipulación a través de la industria cultural (en castellà).  Caracas: Herrero Hermanos, 1976.
- Colomina, Marta; Villasmil, Xiomara. Los medios de comunicación de masas: el estereotipo del delincuente (en castellà).  Maracaibo: Universitat del Zulia, 1974.